# Chemin de fer Arica-La Paz
Le chemin de fer Arica-La Paz (en espagnol ferrocarril Arica-La Paz) est un chemin de fer construit par le Chili selon le Traité de 1904 entre le Chili et la Bolivie pour relier les villes d'Arica et de La Paz. Il a été inauguré le 6 mars 1912, c'est la voie la plus courte entre la côte de l'Océan Pacifique et l'intérieur des terres avec une longueur de 440 km, dont 233 km en Bolivie. Le chemin de fer traverse la cordillère des Andes à une altitude de 4 265 m et se relie au système ferroviaire de Bolivie vers Viacha.
Le chemin de fer a été construit par l'allemand Philipp Holzmann et comporte 7 tunnels.
La voie a été en service jusqu'en 2005 lorsqu'elle a été détruite par l'hiver bolivien. Après la faillite des propriétaires de la ligne, elle a été rachetée par l'entreprise de chemin de fer Chilienne en 2006 qui a annoncé un plan de réparation sur deux ans avec une réouverture en décembre 2011.